# هروثغار
هروثغار (بالإنجليزية: Hrothgar)‏ و(بالإنجليزية القديمة: Hrōðgār)‏؛ (بالإسكندنافية القديمة: Hróarr)‏، تم تصوير هروثجار في مصادر القرون الوسطى كملك دنماركي يعيش في وقت مبكر من القرن السادس الميلادي.
يظهر هروثجار في ملحمتي بيوولف وويديسيث الأنجلو سكسونية بيوولف، في القصص والقصائد النورسية وفي السجلات الدنماركية التي تعود للعصور الوسطى. في كل من التقاليد الأنجلو سكسونية والاسكندنافية، يعتبر هروثجار سكلينج، ابن هالفدان، شقيق هالغا، وعم هرولفر كراكي. علاوة على ذلك، في كلا التقاليد، كانت الشخصيات المذكورة معاصرين للملك السويدي Eadgils؛ ويذكر كلا التقاليد انه كان في حالة عداء مع رجلين وهم Fróði وIngeld. وجهة نظر الإجماع هي أن التقاليد الأنجلو سكسونية والاسكندنافية تصف نفس الشخص.